# Thousand (ソフトウェア)
Thousand（サウザンド）は、Mac OS Xで動作する2ペイン式2ちゃんねるブラウザである。

## 概要
タブ機能を搭載しており、プラグインが多数用意されている。複数のお気に入りが作成でき、CSSなどによるカスタマイズが可能。